# Слобода (Поставский район)
Слобода (белор. Слабада) — деревня в Новосёлковском сельсовете Поставского района Витебской области Беларуси. Население — 0 человек (2019).

## География
Деревня расположена в 14 км от города Поставы и в 3 км от центра сельсовета.

## История
В начале XX века —  в Лучайской волости Вилейского уезда Виленской губернии.
В 1905 году - застенок Клейгельса, 14 жителей, 292 десятины земли.
В результате советско-польской войны 1919—1921 гг. деревня оказалась в составе Срединной Литвы.
С 1922 года — в составе Лучайской гмины Дуниловичского повета Виленского воеводства Польши (II Речь Посполитая).
В 1923 году - 14 дворов, 77 жителей.
В сентябре 1939 года деревня была присоединена к БССР силами Белорусского фронта РККА.
С 15 января 1940 года — в Новосёлковском сельсовете Поставского района. Вилейской области БССР.
На 30.12.1951 год — 28 хозяйств.
С 16.07.1954 года - в Юньковском сельсовете.
В 1963 году - 19 дворов, 47 жителей.
С 27 сентября 1991 года - в Лукашовском сельсовете.
С 24 августа 1992 года — в Новосёлковском сельсовете.
В 2001 году — 6 дворов, 7 жителей, в колхозе имени Суворова.